# Condé-sur-Ifs

Condé-sur-Ifs este o comună în departamentul Calvados, Franța. În 1 ianuarie 2022 avea o populație de 447 de locuitori.